# 팔코네 보르셀리노 공항
팔코네 보르셀리노 공항(이탈리아어: Aeroporto Falcone Borsellino, IATA: PMO, ICAO: LICJ) 또는 이탈리아 시칠리섬의 주요도시 팔레르모의 푼타 라이시에 위치한 공항으로 과거에는 소재지의 이름을 사용하여 푼타 라이시 공항으로 불렸었다. 이 공항은 팔레르모에 있는 공항들 중 카타니아 폰타나로사 공항 다음으로 규모가 큰 공항이다.

## 역사

### 초기
1985년, 항공 수송 확대를 위해 본 공항 착공을 시작하여 1994년 완공을 하였으며 공항 명칭은 이탈리아의 마피아 척결을 위해 헌신하였던 지오바니 팔코네 판사와 1992년 이탈리아 마피아에 의해 희생된 파울로 보르셀리노 판사의 성을 따서 명명하였으며 두 인물의 명판은 공항 출국동 주 출입구 오른쪽에 설치하였으며 1.9m 규격으로 설치되어 있다. 

## 운항 노선

### 국내선
| 항공사        | 도착지 |
| ------------- | --- |
| 볼로테아 항공 | 나폴리, 마르케, 바리, 베니스, 베로나, 올비아, 제노아, 튜린, 트리에스테 - (2020년 7월 1일 신규취항), 페스카라 계절편 : 칼리아리, |
| 부엘링 항공   | 피렌체 |
| 라이언에어    | 로마(레오나르도 다 빈치), 밀라노(말펜사), 베로나, 베르가모, 볼로냐, 튜린, 트레비소, 피사                                        |
| 알바스타      | 계절편 : 밀라노(말펜사) |
| 이지제트      | 나폴리, 밀라노(말펜사) |
| 네오스 항공   | 계절편 : 밀라노(말펜사) |
| 알리탈리아    | 로마(레오나르도 다 빈치), 밀라노(리나테)                                                                                        |
| 에어 돌로미티 | 피렌체 |

### 국제선
| 항공사              | 도착지 |
| ------------------- | --- |
| 튀니스에어          | 튀니스 |
| 영국항공            | 계절편 : 런던(히드로) |
| 이지제트            | 런던(개트윅) 계절편 : '런던(루턴), 리버풀, 리옹, 파리(오를리) |
| 에어 프랑스         | 파리(오를리) 계절편 : 낭트, 리옹, 몽펠리에 |
| 트랜스아비아 프랑스 | 계절편 : 파리(샤를 드 골) |
| 루프트한자          | 뮌헨, 프랑크푸르트 |
| 유로윙스            | 슈투르가르트 계절편 : 쾰른 |
| 라이언에어          | 뉘른베르크, 런던(스탠스테드), 마드리드, 마르세유, 메밍겐, 발렌시아, 베를린(쇠네펠트), 베체, 보르도, 보베, 부다페스트, 부쿠레슈티, 브로츠와프, 샤를루아, 아테네, 쾰른, 크라우프, 툴루즈, 한 계절편 : 더블린, 맨체스터 |
| 트랜스아비아 항공   | 계절편 : 로테르담 |
| 룩스에어            | 계절편 : 룩셈부르크 시티 |
| 브뤼셀 항공         | 계절편 : 브뤼셀 |
| TUI 플라이 벨기에   | 계절편 : 브뤼셀, 릴 계절 계절편 : 낭트, 브레스트, 리옹, 툴루즈, 파리(샤를 드 골) |
| 스위스 국제항공     | 취리히 |
| 이지제트 스위스     | 제네바 |
| 오스트리아 항공     | 계절편 : 빈 |
| 라우다 항공         | 빈, 뒤셀도르프, 슈투르가르트 |
| 볼로테아 항공       | 낭트, 니스, 두브로브니크 - (2020년 7월 1일 신규취항), 로도스, 리옹, 말라가, 보르도, 빌바오, 산토리니, 로도스, 스플리트, 이비자, 자킨토스, 코르푸, 툴루즈, 팔마데마요르카. 헤라킬리온                                 |
| 부엘링 항공         | 바르셀로나 |
| 이베리아 익스프레스 | 계절편 : 마드리드 |
| 네오스 항공         | 계절 전세편 : 아부다비 |
| 알리탈리아          | 계절편 : 모스크바(세례메티예보) |
| 에어 몰타           | 발레타 |
| 불가리아 에어 차터  | 계절 전세편 : 소피아, 샤름엘셰이크, 타르브, 툴루즈 |
| 바이올렛 항공       | 계절편 : 베오그라드 |
| 엔터 에어           | 계절 계절편 : 바르샤바, 브로츠와프, 크라우프 |
| 스칸디나비아 항공   | 계절편 : 스톡홀름(알란다), 오슬로(가르데르모엔), 코펜하겐 |
| 노르웨이 에어 셔틀  | 계절편 : 스톡홀름(알란다) |
| DAT 항공            | 람페두사, 판텔레리아 |
| 유나이티드 항공     | 계절편 : 뉴어크 |

## 연계 교통

### 도로 교통
- 공항버스
- 택시

### 철도 교통
- 푼타 라이시역